# You Give Love a Bad Name (single)
"You Give Love a Bad Name" is een nummer van de Amerikaanse rockband Bon Jovi. Het nummer is geschreven door Jon Bon Jovi, Richie Sambora en Desmond Child. De single komt van het album Slippery When Wet uit 1986. Op 23 juli van dat jaar werd het nummer in de VS en Canada op single uitgebracht. Op 1 september van dat jaar volgden Europa, Oceanië, Zuid-Afrika en Japan.

## Achtergrond
De plaat werd wereldwijd een hit en bereikte in thuisland de Verenigde Staten een #1 notering in de Billboard Hot 100 en bereikte de 2e positie in Canada. You Give Love a Bad Name was Bon Jovi's eerste nummer een hit in de Verenigde Staten. In het Verenigd Koninkrijk bereikte de plaat de 14e positie in de UK Singles Chart.
In Nederland was de plaat op vrijdag 31 oktober 1986 Veronica Alarmschijf op Radio 3 en werd mede hierdoor een gigantische hit in de destijds twee hitlijsten op de nationale publieke popzender. De plaat bereikte de 5e positie in de Nederlandse Top 40 en de 2e positie in de Nationale Hitparade. In de Europese hitlijst op Radio 3, de TROS Europarade, bereikte de plaat de 18e positie. 
In België bereikte de plaat de 4e positie in zowel de voorloper van de Vlaamse Ultratop 50 als de Vlaamse Radio 2 Top 30.
Sinds de editie van december 2007, staat de plaat regelmatig genoteerd in de jaarlijkse NPO Radio 2 Top 2000 van de Nederlandse publieke radiozender NPO Radio 2, met als hoogste notering de 743e positie in 2018.
Het refrein van het nummer wordt als sample gebruikt door de Britse dancegroep Orbital voor de live-versie van hun nummer Halcyon. Daarbij wordt deze gemixt met Heaven Is a Place on Earth van Belinda Carlisle.  Deze is ook te horen als bonustrack op het album In Sides (1996).

## NPO Radio 2 Top 2000
| Nummer met noteringen in de NPO Radio 2 Top 2000 | '07 | '08 | '09  | '10 | '11  | '12  | '13  | '14  | '15 | '16 | '17  | '18 | '19 | '20 | '21 | '22 | '23 | '24 |
| ------------------------------------------------ | --- | --- | ---- | --- | ---- | ---- | ---- | ---- | --- | --- | ---- | --- | --- | --- | --- | --- | --- | --- |
| You Give Love a Bad Name                         | 948 | -   | 1006 | 957 | 1032 | 1090 | 1006 | 1321 | 956 | 939 | 1045 | 743 | 855 | 925 | 872 | 886 | 955 | 842 |

1. ↑  Een '-' betekent dat het nummer niet was genoteerd en een vetgedrukt getal geeft de hoogste notering aan.
2. ↑  2007 was het eerste jaar met een notering voor dit nummer.